# Naa Ashorkor
Naa Ashorkor Mensah-Doku, née le 24 novembre 1988, plus connue sous son nom de scène Naa Ashorkor, est une actrice, présentatrice de télévision et animatrice radio ghanéenne.

## Biographie
Née en novembre 1988, Naa Ashorkor débute comme présentatrice sur Starr 103.5 FM, où elle anime une émission en milieu de matinée intitulée The Zone. En parallèle, elle obtient ses premiers rôles dans des séries télés. Elle devient ensuite notoire par son rôle dans Perfect Picture (2009), de Shirley Frimpong-Manso et celui dans Poisoned Bait, de Leila Djansi. En 2010 elle remporte le prix Africa Movie Academy Award de la meilleure actrice, en 2010, pour son rôle dans The Perfect Picture.
Naa Ashokor devient la présentatrice de l'émission télévisée, Just The Law et du talk-show pour les femmes Tales From The Powder Room, sur la chaîne GH One TV. Elle a également animé le concours Miss Malaika Ghana  pendant huit ans. Par ailleurs, elle a joué dans des productions telles que  Don't Dress for Christmas, Les Monologues du vagin et Run For Your Wife.
En 2015, elle produit et joue dans la comédie nigériane Medicine For Love. Elle est présentatrice au sein du groupe Multimedia de 2017 à 2020, où elle anime Showbiz A-Z et Strong and Sassy. Elle passe à Asaase Radio fin juin 2020 et anime actuellement les émissions Between Hours et Just Us. En mars 2021, elle est l'animatrice des 3Music Awards. Elle a également animé le concours Miss Malaika Ghana pendant huit ans.
C'est aussi une femme d'affaires qui dirige deux entreprises : Jaarno, un marché alimentaire sur internet, et April Communications, qui s'occupe de productions théâtrales. Et une ambassadrice de marque pour Unilever Ghana ainsi que pour Verna Mineral Water. Elle défend également DKT International Ghana, où elle sert d'ambassadrice de marque pour les contraceptifs Lydia. Naa Ashorkor a participé à plusieurs publicités. Le samedi 1er juin 2024, elle coanime les 25e Telecel Ghana Music Awards avec Chris Attoh.